# Alhama de Almería
Alhama de Almería est une commune de la province d'Almería en Andalousie en Espagne. Elle est également connue sous le nom d'« Alhama la Seca » ou « Alhama de Salmerón ». Malgré cette appellation, elle est depuis la période romaine un lieu thermal connu, largement utilisé durant la période musulmane de l'Al-Andalus, et qui accueille depuis le milieu du XIXe siècle un important complexe thermal.

## Géographie

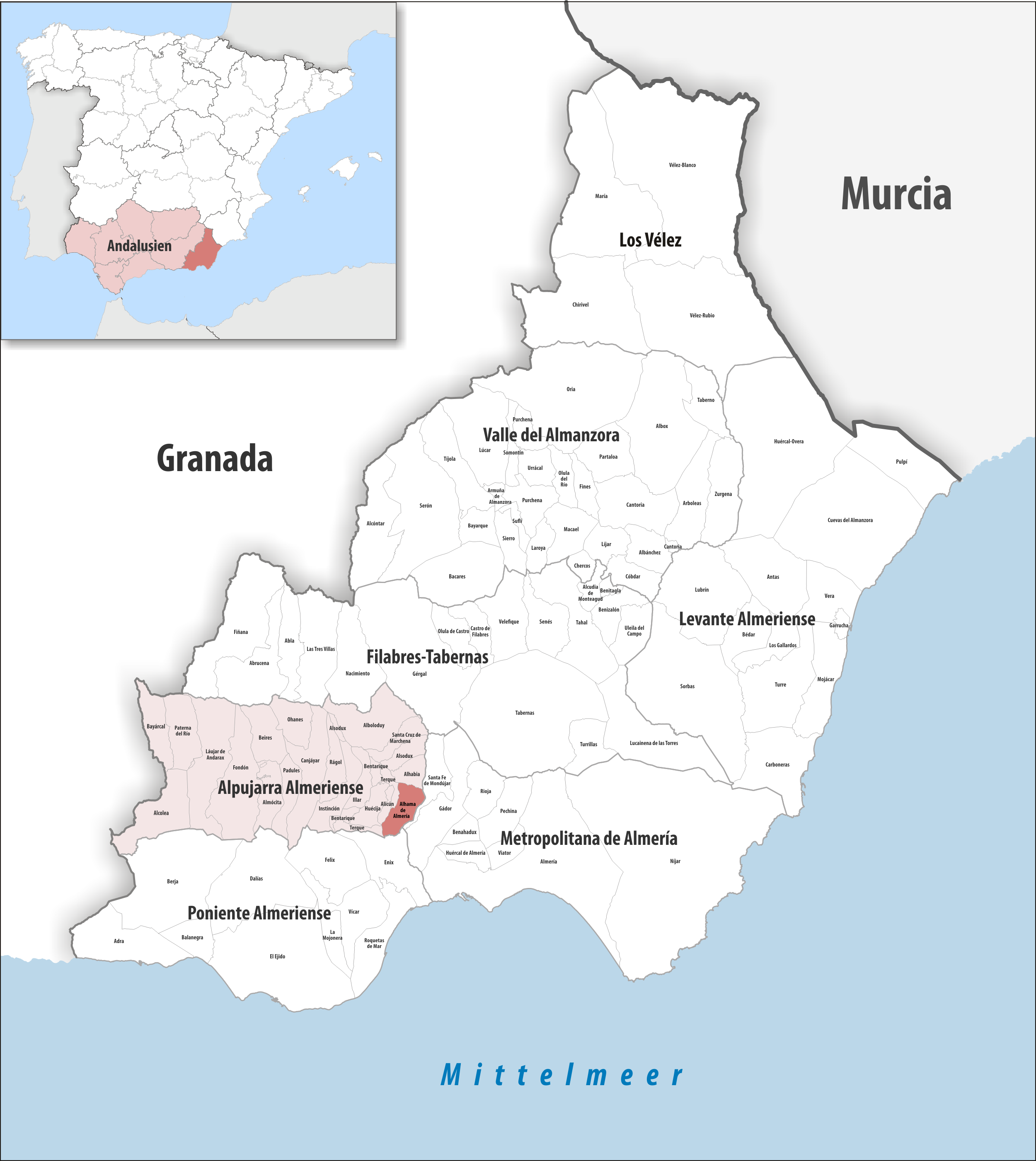
Alhama de Almería dans la comarque Alpujarra almeriense, province d'Almería / en Andalousie

### Localisation
La commune d'Alhama de Almería se trouve au sud-sud-est de l'Espagne, dans le sud de la province d'Almería et à la pointe sud-est de la comarque Alpujarra almeriense.
Elle est vers l'extrémité est de la sierra de Gádor
Almería est à 24 km sud-est ;
Madrid à 541 km nord ;
Malaga à 224 km ouest ;
Gibraltar à 362 km ouest-sud-ouest (distances par route).
Alhama de Almería fait partie de l'Alpujarra, petite région entre la sierra Nevada au nord et la mer Méditerranée au sud, limitée à l'ouest par la sierra de Lujar (es) et à l'est par la sierra de Gádor.

### Généralités
La commune est bordée au nord par le fleuve Andarax, qui prend source dans la partie orientale de la sierra Nevada et coule d'ouest en est. Le village est situé dans la vallée de l'Andarax.
Alhama de Almería a une altitude moyenne de 520 m. Le territoire communal d'Alhama de Almería s'étend sur 26 km2 pour une population de 3 824 habitants en 2010, soit une densité de 147,08 hab./km2.[réf. nécessaire]

## Histoire
Les premières traces de peuplement à Alhama remontent au Néolithique avec les éléments retrouvés sur le site de la nécropole de Loma Galera. Ce peuplement est probablement identique à celui identifié tout près sur le site de Los Millares. À l'époque romaine, le site était probablement occupé par un établissement de type thermal comme l'a montré la découverte en 1984 d'une statue romaine de marbre dite « la dame de Alhama ».
Durant la période musulmane de l'Al-Andalus, la ville prend son nom actuel qui dérive de Al-Hamma, pouvant être traduit de l'arabe par « eaux sacrées », marquant également l'utilisation du village comme un site thermal depuis au moins le début du XIe siècle — de façon certaine le géographe Al Idrissi cite le complexe thermal sous le nom de Al-Hamma Gusisar —, défendu par les restes d'une forteresse de l'époque musulmane sur le promontoire dominant la ville. Cette forteresse, connue sous le nom de Los Castillejos, date du XIIIe siècle et fut construite par un certain Azomar, qui se rebella contre le calife de Cordoue, Abderramán III. L'activité thermale se poursuit durant tout l'époque islamique et la Renaissance espagnole.
Jusqu'au XVIIe siècle, la ville est appelée Alhama la Seca (« la sèche »), bien que riche en eau. À la fin du XIXe siècle, elle prend, par décret royal, son nom actuel au moment du développement à partir de 1871 des activités des bains et thermales qui auraient pu être gênées par une telle appellation pouvant induire en erreur,. En raison de la naissance de Nicolás Salmerón à Alhama en 1838, qui fut président de la Première République espagnole, la ville change son nom en « Alhama de Salmerón » en 1931 avec la proclamation de la Deuxième République espagnole. Avec la victoire des Franquistes et la chute de la République en 1939, Alhama reprend officiellement son ancien nom le 8 février 1941.
En 1952, l'ensemble du complexe thermal est modernisé.

## Démographie
| 1998  | 2000  | 2005  | 2010  | 2012  | 2023  |
| ----- | ----- | ----- | ----- | ----- | ----- |
| 3 111 | 3 165 | 3 438 | 3 824 | 3 847 | 3 817 |

## Administration
| Période                                  | Période | Identité                   | Étiquette | Qualité |
| ---------------------------------------- | ------- | -------------------------- | --------- | ------- |
| 2007                                     | 2011    | Francisco José Guil Cortés | PSOE      |         |
| 2011                                     | 2021    | Cristóbal Rodríguez López  | PP        |         |
| Les données manquantes sont à compléter. |         |                            |           |         |

## Économie
Depuis l'époque romaine, une partie de l'économie de la ville repose sur l'exploitation des différents établissements thermaux développés successivement autour du territoire d'Alhama. Les sources thermales utilisent une eau naturellement à 46 °C, sulfatée, calcique et magnésique. Le dernier complexe en date a été rénové en 1952 et des forages profonds récents ont permis d'accroitre les capacités et le périmètre irrigué.
Comme c'est souvent le cas à proximité de sources thermales, du fait des dépôts calciques millénaires, il existe des exploitations de travertin. La commune d'Alhama de Almería produit ainsi deux types de cette pierre calcaire : le travertin rosé et le travertin Al-Andalus.
Vin de pays Ribera del Andarax
La commune fait partie de la zone couverte par l'appellation « vin de pays » (es) (Vino de la Tierra) Ribera del Andarax (es),
une indication géographique réglementée en 2003. 21 communes en font partie, toutes dans la province d'Almería : 
Alboloduy, 
Alhabia, 
Alhama de Almería, 
Alicún, 
Almócita, 
Alsodux, 
Beires,
Bentarique, 
Canjáyar, 
Enix, 
Felix, 
Gérgal, 
Huécija,
Illar, 
Instinción, 
Nacimiento, 
Ohanes, 
Padules,
Rágol, 
Santa Cruz de Marchena,
Terque.

## Personnalités liées à la ville
- Nicolás Salmerón (1838-1908), président de la Première République espagnole, né à Alhama.
- José Artés de Arcos (1893-1985), entrepreneur et inventeur, né à Alhama.